# Sulfamate

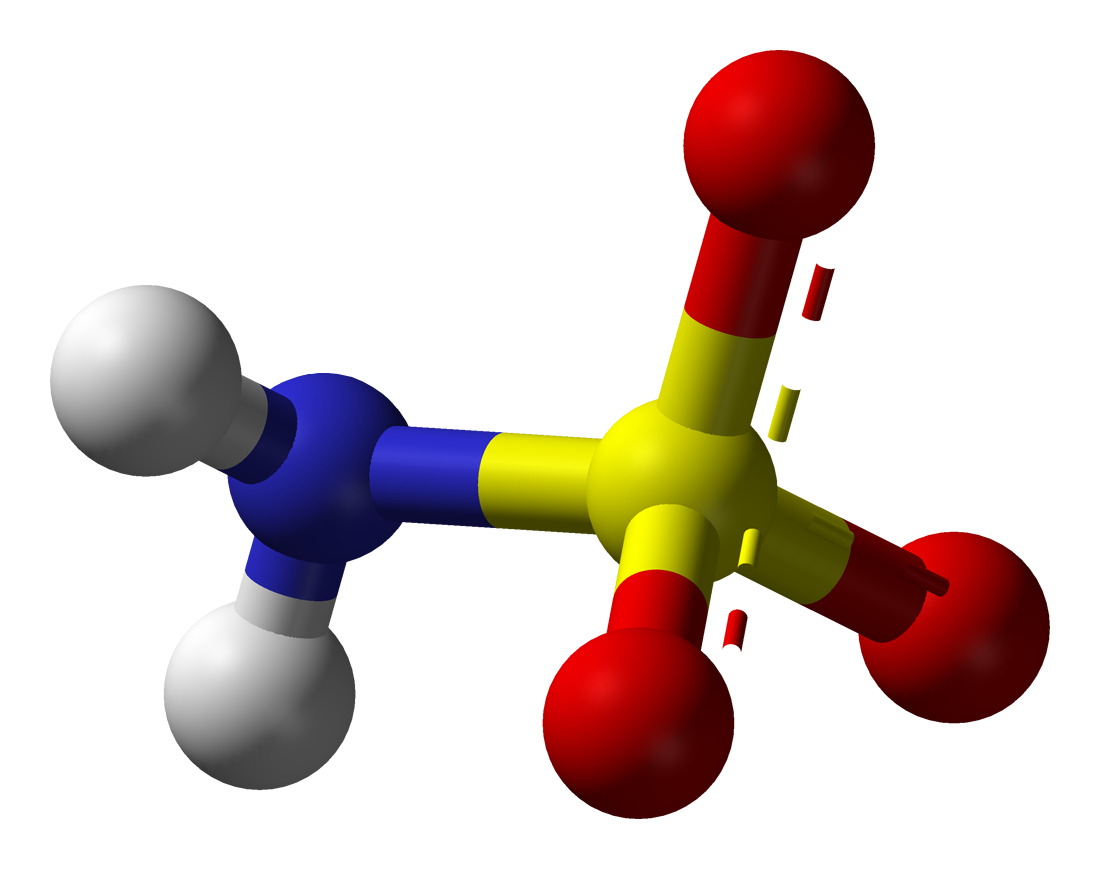
l'anion sulfamate (l'atome de soufre et en jaune, l'azote bleu, les oxygènes rouges et les hydrogènes blancs)

L'anion sulfamate est un ion hydrogénosulfate dans lequel le groupe hydroxyle est remplacé par un groupe amine. Il est donc de formule −OSO2NH2. C'est la base conjuguée de l'acide sulfamique.
Il peut former des sels comme le sulfamate d'ammonium ou des esters comme le topiramate.